# Liste des circonscriptions législatives des Bouches-du-Rhône
Sous la Cinquième République française, le département des Bouches-du-Rhône est découpé en onze circonscriptions législatives de 1958 à 1986 puis seize à compter de 1986.
Le dernier découpage, intervenu en 2010 et entré en application en 2012, redécoupe les circonscriptions sans en modifier le nombre.

## Découpage actuel

Circonscriptions des Bouches-du-Rhône depuis 2012.

Le département des Bouches-du-Rhône est actuellement découpé en 16 circonscriptions, élisant chacune un député. Ce découpage a été effectué en 2010 et est entrée en vigueur en 2012. Par rapport au découpage précédent, le nombre de circonscriptions n'est pas modifié mais sept circonscriptions sont situées à Marseille et neuf dans le reste du département, contre huit et huit dans le découpage précédent.
Découpage des circonscriptions de Marseille
- 1re circonscription : partie du 10e arrondissement située au nord d'une ligne définie par l'axe des voies ci-après, à partir de la limite du 5earrondissement : boulevard Jean-Moulin, avenue de la Timone, voie de chemin de fer, autoroute Est A50, rue d'André-Bardon, avenue Florian, lit de l'Huveaune vers l'amont, traverse de la Roue, place Guy-Duran, rue Pierre-Doize, chemin des Prud'hommes, boulevard du Général-Mangin, résidence Lycée Est incluse, chemin de la Valbarelle à Saint-Marcel jusqu'en limite du 11e arrondissement ; 11e arrondissement ; partie du 12e arrondissement située au sud d'une ligne définie par l'axe des voies ci-après, à partir de la limite du 4e arrondissement : avenue de Montolivet, boulevard Gillet, boulevard Louis-Mazaudier, avenue des Félibres, rue de l'Aiguillette, rue Charles-Kaddouz jusqu'en limite du 13e arrondissement.
- 2e circonscription : 7e et 8e arrondissements.
- 3e circonscription : partie du 12e arrondissement située au nord d'une ligne définie par l'axe des voies ci-après, à partir de la limite du 4e arrondissement : avenue de Montolivet, boulevard Gillet, boulevard Louis-Mazaudier, avenue des Félibres, rue de l'Aiguillette, rue Charles-Kaddouz jusqu'en limite du 13e arrondissement ; 13e arrondissement ; partie du 14e arrondissement située à l'est d'une ligne définie par les voies ci-après, à partir de la limite du 3e arrondissement : rue des Frères-Cubbedu, boulevard Paul-Arène, rue de la Carrière, boulevard Kraemer, rue Richard, boulevard Charles-Moretti (« Les Églantines » inclus), traverse des Rosiers (« Les Rosiers » inclus), chemin de Sainte-Marthe, boulevard de la Bougie, boulevard Louis-Villecroze, avenue Claude-Monet, avenue Prosper-Mérimée, avenue Alexandre-Ansaldi, boulevard Anatole-de-la-Forge, chemin de Saint-Joseph à Sainte-Marthe, boulevard Roland-Dorgelès jusqu'à la limite du 15e arrondissement.
- 4e circonscription : 1er, 2e et 3e arrondissements ; partie du 5e arrondissement située à l'ouest d'une ligne définie depuis la limite du 4e arrondissement, par l'axe des voies ci-après : rue du Progrès, rue Benoît-Malon, rue Vitalis, rue Saint-Pierre jusqu'à la limite du 6e arrondissement ; partie du 6e arrondissement située à l'est d'une ligne définie par l'axe des voies ci-après, à partir de la limite du 1er arrondissement : rue de Rome, boulevard Louis-Salvator, rue des Bergers, rue de Lodi, boulevard Baille, jusqu'à la limite du 5e arrondissement.
- 5e circonscription : 4e arrondissement ; partie du 5e arrondissement située à l'ouest d'une ligne définie depuis la limite du 4e arrondissement, par l'axe des voies ci-après : rue du Progrès, rue Benoît-Malon, rue Vitalis, rue Saint-Pierre jusqu'à la limite du 6e arrondissement ; partie du 6e arrondissement située à l'ouest d'une ligne définie par l'axe des voies ci-après, à partir de la limite du 1er arrondissement : rue de Rome, boulevard Louis-Salvator, rue des Bergers, rue de Lodi, boulevard Baille.
- 6e circonscription : 9e arrondissement ; partie du 10e arrondissement située au sud d'une ligne définie par l'axe des voies ci-après, à partir de la limite du 5earrondissement : boulevard Jean-Moulin, avenue de la Timone, voie de chemin de fer, autoroute Est-A50, rue d'André-Bardon, avenue Florian, lit de l'Huveaune vers l'amont, traverse de la Roue, place Guy-Duran, rue Pierre-Doize, chemin des Prud'hommes, boulevard du Général-Mangin, résidence Lycée Est incluse, chemin de la Valbarelle à Saint-Marcel jusqu'en limite du 11e arrondissement.
- 7e circonscription : partie du 14e arrondissement située à l'ouest d'une ligne définie par les voies ci-après, à partir de la limite du 3e arrondissement : rue des Frères-Cubbedu, boulevard Paul-Arène, rue de la Carrière, boulevard Kraemer, rue Richard, boulevard Charles-Moretti (« Les Églantines » inclus), traverse des Rosiers (« Les Rosiers » inclus), chemin de Sainte-Marthe, boulevard de la Bougie, boulevard Louis-Villecroze, avenue Claude-Monet, avenue Prosper-Mérimée, avenue Alexandre-Ansaldi, boulevard Anatole-de-la-Forge, chemin de Saint-Joseph à Sainte-Marthe, boulevard Roland-Dorgelès jusqu'à la limite du 15e arrondissement; 15e et 16e arrondissements.

Découpage des circonscriptions du reste du département (par canton)
- 8e circonscription : Berre-l'Etang, Pélissanne, Salon-de-Provence.
- 9e circonscription : Aubagne-Est, Aubagne-Ouest, La Ciotat.
- 10e circonscription : Allauch, Gardanne, Roquevaire, commune de Meyreuil.
- 11e circonscription : Aix-en-Provence-Nord-Est (partie comprenant la portion de territoire de la commune d'Aix-en-Provence délimitée, au nord, par la voie ferrée entre le passage à niveau de La Calade et la limite de la commune de Venelles, à l'est, par la limite de la commune de Venelles, l'autoroute A51, la route de Sisteron, l'ancienne route des Alpes jusqu'à la limite du canton d'Aix-en-Provence-Centre, au sud, par la limite du canton d'Aix-en-Provence-Centre, à l'ouest, par la limite du canton d'Aix-en-Provence-Sud-Ouest), Aix-en-Provence-Sud-Ouest (sauf commune de Meyreuil), Les Pennes-Mirabeau.
- 12e circonscription : Châteauneuf-Côte-Bleue, Marignane, Vitrolles.
- 13e circonscription : Istres-Sud, Martigues-Est, Martigues-Ouest, Port-Saint-Louis-du-Rhône.
- 14e circonscription : Aix-en-Provence-Centre, Aix-en-Provence-Nord-Est (partie non comprise dans la 11e circonscription), Peyrolles-en-Provence, Trets.
- 15e circonscription : Châteaurenard, Eyguières, Lambesc, Orgon, Saint-Rémy-de-Provence.
- 16e circonscription : Arles-Est, Arles-Ouest, Istres-Nord, Saintes-Maries-de-la-Mer, Tarascon.

À la suite du redécoupage des cantons de 2014, les circonscriptions législatives ne sont plus composées de cantons entiers mais continuent à être définies selon les limites cantonales en vigueur en 2010. Les circonscriptions sont ainsi composées des cantons actuels suivants :
- 1re circonscription : partie de Marseille-7 et Marseille-8 (11e arrondissement et 12e arrondissement (sans quartier Montolivet)), partie de Marseille-11 (quartier de La Timone (10e arrondissement))
- 2e circonscription : partie de Marseille-9 et Marseille-10 (8e arrondissement), partie du canton de Marseille-12 (7e arrondissement)
- 3e circonscription : partie des cantons de Marseille-4 et Marseille-5 (13e arrondissement et 14e arrondissement (quartiers Saint-Joseph, Le Merlan et partie des quartiers Bon-Secours, Saint-Barthélémy et Sainte-Marthe), Marseille-6, et partie de Marseille-7 (quartier Montolivet (12e arrondissement))
- 4e circonscription : partie de Marseille-1 et Marseille-2 (1re, 2e et 3e arrondissements) et partie de Marseille-11 (5e arrondissement (quartier Le Camas et partie de Saint-Pierre) et 6e arrondissement (partie de Notre-Dame-du-Mont))
- 5e circonscription : partie de Marseille-1, Marseille-5 et Marseille-7 (4e arrondissement) et partie de Marseille-11 et Marseille-12 (5e arrondissement (sans le quartier Le Camas et partie de Saint-Pierre) et 6e arrondissement (sans partie de Notre-Dame-du-Mont))
- 6e circonscription : parties de Marseille-8, Marseille-9, Marseille-10 et Marseille-11 (9e et 10e arrondissement (sans le quartier de La Timone))
- 7e circonscription : Marseille-3, parties de Marseille-4 et Marseille-5 (14e arrondissement (quartiers Les Arnauvaux, Le Canet et partie de Bon-Secours, Saint-Barthélémy et Sainte-Marthe), 15e et 16e arrondissements)
- 8e circonscription : cantons de Berre-l'Etang et partie des cantons de Salon-de-Provence-1 et Salon-de-Provence-2 (communes de Grans et Salon-de-Provence), communes d'Aurons, Pélissanne et La Barben
- 9e circonscription : cantons d'Aubagne (sauf commune de Roquevaire) et de  La Ciotat
- 10e circonscription : cantons d'Allauch et Gardanne, communes de Bouc-Bel-Air, Meyreuil et Roquevaire
- 11e circonscription : partie des cantons d'Aix-en-Provence-1 et d'Aix-en-Provence-2 (sud, centre et ouest de la commune d'Aix-en-Provence), communes de Cabriès, Éguilles, Les Pennes-Mirabeau et Septèmes-les-Vallons
- 12e circonscription : cantons de Marignane et Vitrolles (sauf communes de Bouc-Bel-Air et Cabriès)
- 13e circonscription : cantons d'Istres (sauf ouest et centre de la commune d'Istres) et de Martigues, commune de Port-Saint-Louis-du-Rhône
- 14e circonscription : partie des cantons d'Aix-en-Provence-1 et d'Aix-en-Provence-2 (nord et est de la commune d'Aix-en-Provence), canton de Trets (sauf commune de Meyreuil)
- 15e circonscription : cantons de Châteaurenard (sauf communes de Boulbon, Saint-Pierre-de-Mézoargues et Tarascon), Pélissanne (sauf communes d'Aurons, Eguilles, La Barben et Pélissanne) et Salon-de-Provence-1 (10 communes)
- 16e circonscription : cantons d'Arles (sauf commune de Port-Saint-Louis-du-Rhône), Salon-de-Provence-1 (4 communes) et Salon-de-Provence-2 (communes de Miramas et Saint-Martin-de-Crau), ouest et centre de la commune d'Istres, communes de Boulbon, Saint-Pierre-de-Mézoargues et Tarascon

## Historique

### Découpage de 1919
À compter de 1919 jusqu'en 1928, le département des Bouches-du-Rhône comprend deux circonscriptions regroupant les cantons suivants : 
- 1re circonscription : Aubagne, La Ciotat, Marseille-1, Marseille-2, Marseille-III, Marseille-IV, Marseille-V, Marseille-VI, Marseille-VII, Marseille-VIII, Marseille-IX, Marseille-X, Marseille-XI, Marseille-XII, Roquevaire.
- 2e circonscription : Aix-en-Provence-Nord, Aix-en-Provence-Sud, Arles-Est, Arles-Ouest, Berre-l'Étang, Châteaurenard, Eyguières, Gardanne, Istres, Lambesc, Martigues, Orgon, Peyrolles, Saint-Rémy, Saintes-Maries-de-la-Mer, Tarascon, Trets.

### Découpage de 1958
L'ordonnance du 13 octobre 1958 relative à l'élection des députés à l'Assemblée nationale découpe les Bouches-du-Rhône en onze circonscriptions électorales,.
Découpage des circonscriptions de Marseille
- 1re circonscription : 1er arrondissement ; partie du 6e arrondissement située au nord d'une ligne définie par l'axe des voies ci-après : rues Fontange, de Lodi, P. Laurent, Perrin-Solliers, boulevard Baille, rues de Rome, Sainte-Victoire, Paradis, Dragon, Breteuil, Saint-Jacques, boulevard Notre-Dame, rue Montée-Notre-Dame.
- 2e circonscription : Partie du 6e arrondissement située au sud d'une ligne définie par l'axe des voies ci-après : rues Fontange, de Lodi, P. Laurent, Perrin-Solliers, boulevard Baille, rues de Rome, Sainte-Victoire, Paradis, Dragon, Breteuil, Saint-Jacques, boulevard Notre-Dame, rue Montée-Notre-Dame; 8e arrondissement ; 9e arrondissement.
- 3e circonscription : 7e arrondissement.
- 4e circonscription : 14e, 15e arrondissements et 16e arrondissement.
- 5e circonscription : 5e arrondissement et 10e arrondissement.
- 6e circonscription : 11e arrondissement, Aubagne, La Ciotat et la commune d'Allauch.
- 7e circonscription : 3e arrondissement ; partie du 4e arrondissement située au nord d'une ligne définie par l'axe des voies ci-après : avenue de Saint-Barnabé, boulevards de la Blancarde, de la Libération.
- 8e circonscription : 12e arrondissement sauf la commune d'Allauch ; 13e arrondissement ; Roquevaire la commune de Plan-de-Cuques et partie du 4e arrondissement située au sud d'une ligne définie par l'axe des voies ci-après : avenue de Saint-Barnabé, boulevards de la Blancarde, de la Libération.

Découpage des circonscriptions du reste du département (par canton)
- 9e circonscription : Orgon, Eyguières, Lambesc, Peyrolles, Aix-en-Provence-Nord, Aix-en-Provence-Sud, Trets.
- 10e circonscription : Salon-de-Provence, Berre-l'Étang, Gardanne, Martigues.
- 11e circonscription : Châteaurenard, Tarascon, Saint-Rémy, Arles-Est, Arles-Ouest, Istres, Port-Saint-Louis, Saintes-Maries-de-la-Mer.

### Découpage de 1986

Circonscriptions des Bouches-du-Rhône de 1988 à 2012.

Les élections législatives de 1986 se déroulent au scrutin proportionnel à un seul tour par listes départementales. Le nombre de sièges des Bouches-du-Rhône est alors porté de onze à seize.
Toutefois, dès 1986, le retour au scrutin uninominal majoritaire à deux tours est adopté. Le nombre de sièges des Bouches-du-Rhône est alors maintenu à seize,, selon un nouveau découpage électoral qui prévoit huit circonscriptions pour Marseille et huit pour le reste du département.
Ce découpage est appliqué lors des élections de 1988, 1993, 1997, 2002 et 2007.
Découpage des circonscriptions de Marseille
- 1re circonscription : 4e arrondissement ; partie du 1er arrondissement située à l'est d'une ligne définie par l'axe des voies ci-après : boulevard Maurice-Bourdet (à partir de la limite du 3e arrondissement), place des Marseillaises, boulevard d'Athènes, allées Léon-Gambetta, boulevard de la Libération-Général-de-Monsabert (jusqu'à la limite du 4e arrondissement) ; partie du 12e arrondissement située à l'ouest d'une ligne définie par l'axe des voies ci-après : chemin de la Parette à partir de la limite du 11e arrondissement, impasse Gaston-de-Flotte et son prolongement piétonnier (ancienne traverse Gaston-de-Flotte) jusqu'à l'avenue Van-Gogh, avenue de la Fourragère, avenue des Caillols, avenue de la Figonne, traverse de Courtrai, traverse du Fort-Fouque, avenue du 24-avril-1915, rue Pierre-Béranger, traverse des Massaliottes, chemin des Sables, rue de Charleroi, boulevard des Fauvettes, boulevard Pinatel, chemin des Amaryllis, rue Charles-Kaddouz jusqu'à la limite du 13e arrondissement.
- 2e circonscription : 8e arrondissement ; partie du 6e arrondissement située au sud d'une ligne définie par l'axe des voies ci-après : boulevard Baille (à partir de la limite du 5e arrondissement), rue de Lodi, rue Pierre-Laurent, rue Perrin-Solliers, boulevard Baille, place Castellane, rue Louis-Maurel, rue Edmond-Rostand, rue du Docteur-Jean-Fiolle, rue Stanislas-Torrents, rue Bossuet, rue Breteuil, rue Saint-Jacques, boulevard Notre-Dame jusqu'à la place de la Corderie.
- 3e circonscription : 2e et 7e arrondissements municipaux ; partie du 1er arrondissement située à l'ouest d'une ligne définie par l'axe des voies ci-après : boulevard Maurice-Bourdet (à partir de la limite du 3e arrondissement), place des Marseillaises, boulevard d'Athènes, allées Léon-Gambetta, boulevard de la Libération-Général-de-Monsabert (jusqu'à la limite du 4e arrondissement).
- 4e circonscription : 3e et 16e arrondissements ; partie du 15e arrondissement située à l'ouest d'une ligne définie par l'axe des voies ci-après : route de la Gavotte à partir de la limite de la commune des Pennes-Mirabeau, boulevard Henri-Barnier, par la voie ferrée de Marseille à Briançon, et par l'axe des voies ci-après : chemin de Saint-Antoine à Saint-Joseph, rue René-d'Anjou, boulevard de la Padouane, traverse de l'Oasis, avenue Ibrahim-Ali, rue Le Chatelier, allée de la Montagnette, chemin des Brugas, Autoroute A7 jusqu'à la limite du 14e arrondissement.
- 5e circonscription : 5e arrondissement ; partie du 6e arrondissement située au nord d'une ligne définie par l'axe des voies ci-après : boulevard Baille (à partir de la limite du 5e arrondissement), rue de Lodi, rue Pierre-Laurent, rue Perrin-Solliers, boulevard Baille, place Castellane, rue Louis-Maurel, rue Edmond-Rostand, rue du Docteur-Jean-Fiolle, rue Stanislas-Torrents, rue Bossuet, rue Breteuil, rue Saint-Jacques, boulevard Notre-Dame jusqu'à la place de la Corderie ; partie du 10e arrondissement située à l'ouest d'une ligne définie par l'axe des voies ci-après : chemin de Pont-de-Vivaux à Saint-Tronc (à partir de la limite du 9e arrondissement), chemin de Saint-Loup à Saint-Tronc, voie de ce chemin à l'avenue Florian et avenue Florian (jusqu'à la limite du 11e arrondissement).
- 6e circonscription : 9e arrondissement ; partie du 10e arrondissement située à l'est d'une ligne définie par l'axe des voies ci-après : chemin de Pont-de-Vivaux à Saint-Tronc (à partir de la limite du 9e arrondissement), chemin de Saint-Loup à Saint-Tronc, voie de ce chemin à l'avenue Florian et avenue Florian (jusqu'à la limite du 11e arrondissement) ; partie du 11e arrondissement située à l'ouest d'une ligne définie par l'axe des voies ci-après : avenue William-Booth (à partir de la limite du 12e arrondissement), avenue Bernard-Lecache, boulevard de la Pomme, avenue Emmanuel-Allard, avenue du Docteur-Heckel, boulevard de la Valbarelle, avenue de Montélimar, avenue de Tarascon, avenue du Pontet, chemin de la Valbarelle à Saint-Marcel, traverse des Pionniers, par l'axe du canal de Marseille, par l'axe des voies ci-après : boulevard des Olivettes, boulevard du Parasol, boulevard du Plateau et traverse de la Haute-Granière, et par une ligne droite tracée dans le prolongement de la traverse de la Haute-Granière jusqu'à la limite du 10e arrondissement.
- 7e circonscription : 14e arrondissement ; partie du 15e arrondissement située à l'est d'une ligne définie par l'axe des voies ci-après : route de la Gavotte à partir de la limite de la commune des Pennes-Mirabeau, boulevard Henri-Barnier, par la voie ferrée de Marseille à Briançon, et par l'axe des voies ci-après : chemin de Saint-Antoine à Saint-Joseph, rue René-d'Anjou, boulevard de la Padouane, traverse de l'Oasis, avenue Ibrahim-Ali, rue Le Chatelier, allée de la Montagnette, chemin des Brugas, Autoroute A7 jusqu'à la limite du 14e arrondissement ; partie du 13e arrondissement située à l'ouest d'une ligne définie par l'axe des voies ci-après : avenue du Merlan à la Rose (à partir de la limite du 14e arrondissement), boulevard Laveran, rue de Marathon, boulevard Bouge, boulevard Gémy, boulevard Barry, impasse Merle et son prolongement jusqu'à la limite du 12e arrondissement.
- 8e circonscription : partie du 11e arrondissement située à l'est d'une ligne définie par l'axe des voies ci-après : avenue William-Booth (à partir de la limite du 12e arrondissement), avenue Bernard-Lecache, boulevard de la Pomme, avenue Emmanuel-Allard, avenue du Docteur-Heckel, boulevard de la Valbarelle, avenue de Montélimar, avenue de Tarascon, avenue du Pontet, chemin de la Valbarelle à Saint-Marcel, traverse des Pionniers, par l'axe du canal de Marseille, par l'axe des voies ci-après : boulevard des Olivettes, boulevard du Parasol, boulevard du Plateau et traverse de la Haute-Granière, et par une ligne droite tracée dans le prolongement de la traverse de la Haute-Granière jusqu'à la limite du 10e arrondissement ; partie du 12e arrondissement située à l'est d'une ligne définie par l'axe des voies ci-après : chemin de la Parette à partir de la limite du 11e arrondissement, impasse Gaston-de-Flotte et son prolongement piétonnier (ancienne traverse Gaston-de-Flotte) jusqu'à l'avenue Van-Gogh, avenue de la Fourragère, avenue des Caillols, avenue de la Figonne, traverse de Courtrai, traverse du Fort-Fouque, avenue du 24-avril-1915, rue Pierre-Béranger, traverse des Massaliottes, chemin des Sables, rue de Charleroi, boulevard des Fauvettes, boulevard Pinatel, chemin des Amaryllis, rue Charles-Kaddouz jusqu'à la limite du 13e arrondissement ; partie du 13e arrondissement située à l'est d'une ligne définie par l'axe des voies ci-après : avenue du Merlan à la Rose (à partir de la limite du 14e arrondissement), boulevard Laveran, rue de Marathon, boulevard Bouge, boulevard Gémy, boulevard Barry, impasse Merle et son prolongement jusqu'à la limite du 12e arrondissement.

Découpage des circonscriptions du reste du département (par canton)
- 9e circonscription : Aubagne, La Ciotat.
- 10e circonscription : Allauch, Gardanne, Roquevaire.
- 11e circonscription : Aix-en-Provence-Sud-Ouest, Salon-de-Provence (sauf communes d'Aurons, La Barben et Pélissanne.
- 12e circonscription : Berre-l'Etang, Marignane, commune de Saint-Chamas.
- 13e circonscription : Istres (sauf communes de Miramas et Saint-Chamas), Martigues.
- 14e circonscription : Aix-en-Provence-Centre, Aix-en-Provence-Nord-Est, Peyrolles-en-Provence, Trets.
- 15e circonscription : Châteaurenard, Eyguières, Lambesc, Orgon, Saint-Rémy-de-Provence, communes d'Aurons, La Barben et Pélissanne.
- 16e circonscription : Arles-Est, Arles-Ouest, Port-Saint-Louis-du-Rhône, Saintes-Maries-de-la-Mer, Tarascon, commune de Miramas.